# Battambang (thành phố)
Battambang (phiên âm tiếng Việt là Bát-tam-bang hoặc Bát-đom-boong) là thành phố tỉnh lỵ của tỉnh Battambang, Campuchia. Thành phố Battambang là đô thị lớn thứ hai của Campuchia với dân số 124.290 người theo số liệu năm 1998, từng là trung tâm của khu vực miền đông Xiêm cho đến năm 1909 khi thực dân Pháp chiếm lấy từ Xiêm La với danh nghĩa bảo hộ, và đến năm 1953 thì thuộc Campuchia.
Sử Việt thế kỷ 19 gọi thị trấn này là Bát Tầm Bôn.
Đây là một thành phố đẹp bên bờ sông, nơi còn lưu giữ tốt nhất các công trình kiến trúc thời thuộc địa ở Campuchia. Cho đến gần đây, thành phố này vẫn còn cô lập với hệ thống đường bộ của Campuchia nhưng gần đây đường sá đã được xây dựng để du khách đến thăm các đền gần đấy như Phnom Banon, Wat Ek Phnom... và các khu làng. Đây là trục thứ cấp cho con đường nối giữa Thái Lan và Việt Nam, và nếu Quốc lộ 6 từ Poipet đến Siem Reap được nâng cấp, thành phố này sẽ trở thành một trục nhỏ hơn. Hệ thống các cửa hàng xây thời Pháp thuộc dọc theo bờ sông và các chùa chiền là những cảnh đáng xem ở thành phố này. Thành phố có một bảo tàng nhỏ trong đó có các hiện vật thời Angkor. Ở đây có một hồ lớn và các chùa trên đỉnh đồi, trong đó được biết đến nhất là Phnom Sampeau (Đồi Tàu biển) với hang động chết.
Battambang cách thủ đô Phnôm Pênh 293 km, có thể đi đường bộ và đường sắt.
Battambang từng là nơi của quân phản động Campuchia thời kháng chiến chống Mỹ

## Thành phố kết nghĩa
- Stockton, Mỹ